# Tarachia laciniata
Tarachia laciniata là một loài dương xỉ trong họ Aspleniaceae. Loài này được H.Ito mô tả khoa học đầu tiên năm 1944.
Danh pháp khoa học của loài này chưa được làm sáng tỏ. 